# Holomelina heros
Holomelina heros là một loài bướm đêm thuộc phân họ Arctiinae, họ Erebidae.